# Festival Internacional de Cinema d'Istanbul
El Festival Internacional de Cinema d'Istambul (turc: Uluslararası İstanbul Film Festivali) és el primer festival de cinema celebrat a Turquia, organitzat per la Fundació per a la Cultura i les Arts d'Istanbul. Es duu a terme anualment el mes d'abril en diversos llocs de Istanbul, capital de Turquia. Com s'esmenta en les seves regulacions, el festival té com a objectiu fomentar el desenvolupament de la indústria cinematogràfica a Turquia i promoure pel·lícules de qualitat en el mercat del cinema turc.

## Història
El Festival Internacional de Cinema d'Istanbul es va organitzar per primera vegada en 1982, en el marc del Festival Internacional d'Istanbul com una "Setmana de Cinema" en la qual es van exhibir sis pel·lícules. El tema de les produccions cinematogràfiques que van participar en el festival es va limitar al "cinema art" per a mantenir l'esdeveniment en el context del Festival Internacional. En 1983, l'esdeveniment es va realitzar sota el títol de "Istanbul Filmdays" i va tenir lloc durant tot el festival per un lapse d'un mes.
A partir de 1984 l'esdeveniment va guanyar popularitat i va començar a realitzar-se com una activitat per separat, traslladant-se al mes d'abril. En 1985 es van incloure en el programa del festival dues seccions competitives, una nacional i una altra internacional. A partir de 1987 va començar a lliurar-se el guardó oficial del festival, conegut com a "Premi Honorari".
En els anys següents, The Istanbul International Filmdays va establir fermament la seva posició i va ocupar el seu lloc entre els festivals de cinema més importants del món per la gran quantitat de pel·lícules mostrades i la qualitat i versatilitat del seu programa.
A principis de 1989 l'esdeveniment va ser reconegut i acreditat com "un festival competitiu especialitzat" per la Federació Internacional d'Associacions de Productors Cinematogràfics (FIAPF). Paral·lelament a aquest desenvolupament, "Istanbul Filmdays" va passar a dir-se "Festival Internacional de Cinema d'Istanbul".
A partir de 1996 es va crear un nou guardó lliurat a la trajectòria de tota una vida juntament amb el "Premi Honorari", reconeixent a cineastes, actors i actrius internacionals.
En 2006 el festival va celebrar el seu vint-i-cinquè any creant una plataforma de reunions per a professionals del cinema turcs i europeus sota el títol de "reunions en el pont", amb l'objectiu d'agrupar les institucions cinematogràfiques europees amb directors i productors turcs per a discutir les possibilitats de finançament. També en 2006, Azize Tan, el llavors subdirector del festival, va reemplaçar a Hülya Uçansu com a director.
En 2007, el Consell d'Europa, en col·laboració amb Eurimages, va començar a atorgar el Premi del Consell d'Europa (FACE) a una pel·lícula seleccionada en el festival. Des de la seva edició de 2009, el festival va començar a lliurar el premi Tulipa Daurada com a resultat del seu concurs nacional.
Des de l'inici del festival, més de dos milions d'espectadors han assistit a la projecció de més de dues mil pel·lícules de 72 països diferents. El festival va tenir una audiència de 170 000 assistents en 2007, trencant el seu propi rècord.

## Censura
Elñ 1988, inspectors governamentals van obligar a retirar cinc de les 160 pel·lícules que s'anaven a projectar en el festival. Betty Blue de Jean-Jacques Beineix i Vedreba de Tengiz Abuladze feien part d'aquestes cinc obres censurades. Vedreba va ser vetat pel seu contingut en contra de l'islam. Les altres quart pel·lícules van haver de sofrir alguns talls a causa de les seves escenes eròtiques.
Després de la notificació per part de la junta de censura que unes certes pel·lícules del programa havien de ser prohibides, la llavors presidenta del jurat, Elia Kazan, va organitzar una marxa de protesta amb la participació de diversos cineastes turcs. El Ministeri de Cultura de Turquia va emetre posteriorment un decret en el qual tots els festivals internacionals de cinema al país havien d'estar exempts de censura.

## Programació
La selecció i la programació de les pel·lícules del festival són elaborades pel comitè de selecció i el consell assessor. El programa consisteix en un concurs internacional obert només a llargmetratges, pel·lícules animades i adaptacions literàries, una competència nacional i una secció per a documentals i curtmetratges, entre d'altres.
Per exemple, l'edició de 2008 del festival va incloure 200 pel·lícules i va estar conformat per les següents seccions:
- Competència internacional
- Cinema turc 2007-8
  - Competència nacional
  - Fora de competència
  - Documentals
- Projecció de pel·lícules premiades
- Projecció especial: Clàssics de Turquia
- Cinema de drets humans
- Gal·les
- Desafiant els anys
- Del món dels festivals
- Joves mestres
- Documentals de NTV
- Cinema independent estatunidenc
- Zona minada
- Bogeria de mitjanit
- Dona és el seu nom
- Del Caucas al Mediterrani
- Promoció de cinema àrab
- Menú infantil
- El món de l'animació: Aleksandr Petrov
- El '68 i la seva herència
- Marc Caro: Perdut en les il·lusions
- In memoriam
- Competència de curtmetratges Nokia Nseries

## Premis
Els següents premis són atorgats en el context del festival:
- Tulipa daurada (a la millor pel·lícula en la competència internacional)
- Millor pel·lícula turca de l'any
- Millor director turc de l'any
- Premi especial del jurat
- Esment especial
- Millor actor i millor actriu (competència nacional)
- Premi honorari
- Premi a la trajectòria de tota una vida
- Premi FIPRESCI
- Premi del Consell Europeu de Cinema
- Premi del públic

### Guanyadors de la tulipa daurada
| Any  | Títol                                              | Director               | Nacionalitat            |
| ---- | -------------------------------------------------- | ---------------------- | ----------------------- |
| 1985 | 1984                                               | Michael Radford        | Regne Unit · Índia      |
| 1986 | Yesterday                                          | Radoslaw Piwowarski    | Polònia                 |
| 1987 | Guard Me, My Talisman (Khrani menya, moj talisman) | Roman Balayan          | Unió Soviètica          |
| 1988 | Travelling Avant                                   | Jean-Charles Tacchella | França                  |
| 1989 | Za Sada Bez Dobrog Naslova                         | Srdjan Karanovic       | Sèrbia                  |
| 1990 | Nar O Nay                                          | Saeed Ebrahimifar      | Iran                    |
| 1991 | Farendj                                            | Sabine Prenczina       | França                  |
| 1992 | Life on a String (Bian Zou Bian Chang)             | Chen Kaige             | R.P. de la Xina         |
| 1993 | Manila Paloma Blanca                               | Daniele Segre          | Itàlia                  |
| 1994 | Mavi Sürgün                                        | Erden Kıral            | Turquia                 |
| 1995 | Saimt el Qusur                                     | Moufida Tlatli         | Tunísia                 |
| 1996 | Little Sister (Zusje)                              | Robert Jan Westdijk    | Països Baixos           |
| 1997 | The King of Masks (Bian Lian)                      | Wu Tian-ming           | R.P. de la Xina         |
| 1998 | Ayneh (The Mirror)                                 | Jafar Panahi           | Iran                    |
| 1999 | El viento se llevó lo que                          | Alejandro Agresti      | Argentina               |
| 2000 | Clouds of May (Mayıs Sıkıntısı)                    | Nuri Bilge Ceylan      | Turquia                 |
| 2001 | No Place to Go (Die Unberührbare)                  | Oskar Roehler          | Alemanya                |
| 2002 | Magonia                                            | Ineke Smits            | Països Baixos           |
| 2003 | Suddenly (Tan de repente)                          | Diego Lerman           | Argentina               |
| 2004 | Goodbye, Dragon Inn (Bu San)                       | Tsai Ming-liang        | Taiwan                  |
| 2005 | La Femme de Gilles                                 | Frédéric Fonteyne      | Bèlgica                 |
| 2005 | Café Lumière                                       | Hou Hsiao-hsien        | Taiwan                  |
| 2006 | A Cock and Bull Story                              | Michael Winterbottom   | Regne Unit              |
| 2007 | Reprise                                            | Joachim Trier          | Noruega                 |
| 2008 | Egg (Yumurta)                                      | Semih Kaplanoğlu       | Turquia                 |
| 2009 | Tony Manero                                        | Pablo Larraín          | Xile                    |
| 2010 | The Misforates                                     | Felix Van Groeningen   | Bèlgica                 |
| 2011 | Microphone                                         | Ahmad Abdalla          | Egipte                  |
| 2012 | The Loneliest Planet                               | Julia Loktev           | Rússia · Estats Units   |
| 2013 | What Richard Did                                   | Lenny Abrahamson       | Irlanda                 |
| 2014 | Blind                                              | Eskil Vogt             | Noruega                 |
| 2015 | Cancel·lat                                         |                        |                         |
| 2016 | Un monstruo de mil cabezas                         | Rodrigo Plá            | Mèxic                   |
| 2017 | The Ornithologist                                  | João Pedro Rodrigues   | Portugal                |
| 2018 | Western                                            | Valeska Grisebach      | Alemanya                |
| 2019 | Beol-sae 벌새                                      | Kim Bora               | Corea del Sud           |
| 2020 | Atlantyda (Атлантида)                              | Valentyn Vasyanovych   | Ucraïna                 |
| 2021 | Madalena                                           | Madiano Marcheti       | Brasil                  |
| 2022 | Vortex                                             | Gaspar Noé             | Argentina               |
| 2023 | Jang-e jahani sevom (جنگ جهانی سوم)                | Houman Seyyedi         | Iran                    |
| 2024 | Nazavjdy-Nazavjdy (Назавжди-Назавжди)              | Anna Buryachkova       | Ucraïna · Països Baixos |